# Villaseco de los Gamitos
Villaseco de los Gamitos – gmina w Hiszpanii, w prowincji Salamanka, w Kastylii i León, o powierzchni 12,32 km². W 2011 roku gmina liczyła 173 mieszkańców.